# Carlo Arnaudi
Carlo Arnaudi (Torino, 23 maggio 1899 – Milano, 23 aprile 1970) è stato un agronomo e politico italiano, preside della Facoltà di Agraria dell'Università di Milano.
Dal 12 dicembre 1961 al 15 maggio 1963 ha fatto parte della Commissione parlamentare per il parere sulla emanazione di norme relative alla riforma degli ordinamenti della sperimentazione agraria.
Nel 1967 è divenuto socio dell'Accademia Nazionale delle Scienze.
È stato Ministro senza portafoglio con delega per la ricerca scientifica nel I e nel II Governo Moro.